# Клайд Хил
Клайд Хил (на английски: Clyde Hill) е град в окръг Кинг, щата Вашингтон, САЩ. Клайд Хил е с население от 3384 жители (оценка, 2018) и обща площ от 2,7 km². Намира се на 90 m надморска височина. ZIP кодът му е 98004, а телефонният му код е 425.